# Park Krajobrazowy Doliny Sanu
Park Krajobrazowy Doliny Sanu – park krajobrazowy w północnej części Bieszczadów, w województwie podkarpackim.
Obejmuje pasmo Otrytu, dolinę górnego Sanu na odcinku od Beniowej po Jezioro Solińskie oraz północne zbocza głównych pasm Bieszczadów. Na południu graniczy z Bieszczadzkim Parkiem Narodowym i stanowi jego naturalną otulinę. Na wschodzie graniczy z ukraińskim Nadsańskim Regionalnym Parkiem Krajobrazowym, na zachodzie – z Ciśniańsko-Wetlińskim Parkiem Krajobrazowym. Wraz z nimi wchodzi w skład Międzynarodowego Rezerwatu Biosfery „Karpaty Wschodnie”.
W przybliżeniu 80% powierzchni Parku zajmują lasy, przeważnie reglowa buczyna karpacka. Niemal połowę lasów stanowią drzewostany w wieku 100 lat i starsze. Na terenach Parku znajdują się także ostoje rzadkich dużych ssaków – żubra, niedźwiedzia i rysia. Żyją tu prawie wszystkie krajowe gady, w tym wąż Eskulapa.

## Inne formy ochrony przyrody
Na obszarze Parku znajdują się rezerwaty „Zakole” (torfowiskowy, 5,25 ha), „Krywe” (krajobrazowy, 511,73 ha), „Hulskie im. Stefana Myczkowskiego” (leśny, 189,87 ha) i „Śnieżyca wiosenna w Dwerniczku” (florystyczny, 4,94 ha).
Ponadto utworzono tu kilka zespołów przyrodniczo-krajobrazowych: „Wieś Krywe”, „Wieś Smolnik”, „Cerkiew w Hulskiem”, „Młyn w Hulskiem”, „Cmentarz w Stuposianach”, „Cmentarz w Ruskiem”, a w pobliżu Parku także „Młyn w Dwerniku”.